# 대한기독교교육협회
대한기독교교육협회(大韓基督敎敎育協會)는 대한민국의 개신교 연합 단체이다. 약칭은 KCCE(Korea Council of Christian Education)이다.

## 역사
대한제국 시기인 1905년에 선교연합공의회(Federal Council of Missions) 안에서 '주일학교위원회'를 발족시킨 것을 이 단체의 효시로 보고 있다. 이 위원회는 외국인 선교사만으로 조직되었다가, 1911년에 한국인 위원 5인이 포함되었다.
1921년에 한국 최초의 전국주일학교대회가 열리고 1922년 조선주일학교연합회로 출범했다. 초대 회장은 오천경이다. 창립 목적은 기독교 교육사업의 발전과 세계 각국의 기독교 교육기관과의 협조였다.
이후 중일 전쟁 발발 후인 1938년에 폐쇄될 때까지 약 16년 동안 주일학교와 여름성경학교 교육을 위한 교과 과정 마련과 지도자 훈련, 잡지 《아희생활》과 《주일학교잡지》 발행, 4년에 한번씩 전국주일학교대회 개최 등 활발한 활동을 벌여 한국 기독교 교육의 기틀을 다졌다. 일제강점기 동안은 장로교와 감리교의 연합체였다. 오천경에 이어 회장직을 맡은 홍병선, 장홍범, 변성옥 등이 단체를 이끌었다.
전쟁 기간을 포함하여 9년 동안 문을 닫았다가, 1947년에 미군정 지역에서 재건총회를 열어 한경직이 초대회장을 맡으면서 재설립했다. 이듬해에는 단체 명칭을 대한기독교교육협회로 변경하고, 어린이 중심의 교육에서 다른 세대를 포괄하는 기독교 교육 전반으로 활동 영역을 확장했다. 장로교, 감리교 외에 성결교, 성공회도 참가했다. 1959년에는 한국기독교장로회가 참가하여 기독교 교단 연합체가 되었다.

## 월간 기독교교육 발행
대한기독교교육협회는 1961년부터 기관지이자 주일학교 교육 전문잡지인 월간《기독교교육》을 발간하고 있으며, 2007년에는 교회력에 맞게 편집한 주일학교 교사 수첩 〈2007 Christian year〉를 발행하기도 하였다. 2005년 현재 11개 교단이 가맹교단 및 교육협회교단으로 가입되어 있으며, 한국기독교장로회 황호관 목사, 대한성공회 정철범(마태)주교등 각 가맹교단을 대표하는 성직자들이 편집위원으로 활동하고 있다.

### 가맹 교단 및 교육협약교단
- 그리스도의 교회협의회
- 기독교한국침례회
- 대한예수교장로회(호헌)
- 대한예수교장로회(통합)
- 대한예수교장로회(개혁)
- 한국기독교장로회
- 기독교대한감리회
- 기독교대한성결교회
- 기독교대한하나님의성회
- 대한기독교나사렛성결회
- 대한성공회
- 구세군 대한본영
- 기독교한국루터회
- 기독교 대한 복음교회[1]

## 참고자료
- “대한기독교교육협회 약사 (2005년 기준)”. 대한기독교교육협회. 2008년 5월 22일에 확인함.[깨진 링크(과거 내용 찾기)]